# Submukózní plexus

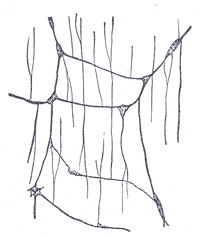
Náčrtek submukózního plexu

Plexus submucosus (česky: podslizniční nervová pleteň, též plexus Meissneri, tedy Meissnerova pleteň – podle G. Meissnera) je autonomní nervová pleteň ve stěně trávicí trubice obratlovců. Spolu s myenterickým plexem tvoří tzv. enterický nervový systém, nacházející se v trávicí trubici od jícnu až po konečník. Plexus submucosus se soustředí v oblasti podslizničního vaziva (v submukóze) a má důležitou roli v řízení sekrece látek do střevní dutiny a v regulaci prokrvenosti stěny střev. Typicky pracuje na lokální úrovni, což je v protikladu k myenterickému plexu. Může pracovat nezávisle na vnějších signálech, ale obvykle je pod kontrolou sympatiku a parasympatiku.